# Sidi Okba (distrito)
Sidi Okba é um distrito localizado na província de Biskra, Argélia,[carece de fontes?] e cuja capital é a cidade de mesmo nome, Sidi Okba. O distrito está dividido em quatro comunas.
Em Sidi Okba existe um túmulo no cemitério de Al-Shurafa, em que o antigo líder, Abu al-Muhajir Dinar está enterrado junto com outras trezentas pessoas. Ele foi o emir do grande império Omíada.